# Chiesa di Sant'Alessandro (Grassobbio)
La chiesa di Sant'Alessandro è la parrocchiale di Grassobbio, in provincia e diocesi di Bergamo, inserita nel vicariato di Scanzo-Seriate.

## Storia
La chiesa era sicuramente presente nel XIII secolo come indicato in un documento redatto dal vescovo Giovanni da Scanzo nel 1295, anche se una chiesa presente a Grassobbio era stata indicata già nel 1260 nell'elenco delle chiese che dovevano versare un tributo alla chiesa di Roma. Nuovamente citata nel 1304 nel sinodo indetto da Giovanni da Scanzo, vi aveva infatti partecipato un "Guizardus presbiter" della chiesa intitolata a sant'Alessandro.
Nel Nota ecclesiarum delle chiese e monasteri di Bergamo che dovevano versare un censo ai Visconti di Milano e alla chiesa romana, elenco voluto da Bernabò Visconti, sono indicate ulteriori chiese presenti a Grassobbio. 
La chiesa, grazie alla sua vicinanza a Bergamo, fu più volte visitata dai vescovi che si susseguirono nelle diocesi permettendone una ricostruzione storica.

La chiesa ebbe due visita pastorali nell'arco di pochi anni, del vescovo Pietro Lippomano. La prima nel 1520 dove negli atti descrive la chiesa ben curata e tenuta, contrariamente nel 1535 la chiesa fu descritta in condizioni peggiori. Nella visita nel 1569 del vescovo Luigi Lippomano venne ordinata il riordino di parte della chiesa. Nuovamente visitata nel 1566 fu indicata come chiesa parrocchiale dal vescovo Federico Cornaro che ne istituì un beneficio di 600 lire.
La visita pastorale di san Carlo Borromeo, che nell'autunno del 1575 visitò ogni edificio di culto della bergamasca, riporta negli atti "trova che sia un po' spoglia di arredi; sono presenti tre altari: quello maggiore dedicato al santo titolare e altri due, uno intitolato a Santo Stefano e l'altro senza dedica; la casa parrocchiale è attigua all'edificio", il Borromeo ne ordinò quindi la ristrutturazione con l'aggiunta di una zona penitenziale e nuove decorazioni. Nel 1625 il vescovo Federico Cornaro, visitandola, la trovò "troppo angusta e male illuminata" e ne ordinò il riordino, anche perché "gli altari non sono conformi ai dettami (anche architettonici) del Concilio Tridentino". Pochi anni dopo l'edificio fu però gravemente danneggiato da un'alluvione. Nel 1673 la chiesa, nuovamente ristrutturata, fu intitolata al santo di Bergamo da vescovo Daniele Giustiniani.
La chiesa fu maggiormente descritta nel sommario redatto nel 1666-1667 delle chiese della diocesi di Bergamo, dal cancelliere Giovanni Giacomo Marenzi, che la conferma parrocchiale intitolata al santo di Bergamo, completa di tre altari e gestiti dalle diverse congregazioni: la compagnia del Rosario godeva del giuspatronato di dedicato a Santo Stefano, la scuola del Santissimo Sacramento dell'altare maggiore, e uno gestito dai disciplinati di Bergamo. La chiesa aveva un prete coadiuvato da un cappellano.
Una migliore descrizione ne farà il vescovo Luigi Ruzzini in visita il 29 aprile 1703. La chiesa risulta avere l'orientamento tradizionale con la pavimentazione in mattoni, la zona absidale sopraelevata e chiusa dalla balaustra, e con decorazioni sulla cupola. Il vescovo Antonio Redetti la consacrò il 2 settembre 1740. Nel 1852 il vescovo Pietro Luigi Speranza, consacrò il nuovo altare ordinando che vi fosse posto sulla sua sommità un crocifisso, da questa relazione la chiesa pare che fosse ben tenuta. 
Il Novecento vide una ristrutturazione di molte parti dell'edificio, con l'ampliamento dell'aula, e le nuove decorazioni dorate eseguite da Giovanni Dossena e affreschi sulla volta raffiguranti la vita di sant'Alessandro di Bergamo realizzati da Umberto Margliani.
Come indicato nel Concilio Vaticano II la zona absidale fu modificata con la creazione della nuova mensa e la rimozione di parti della balaustra. Con decreto del 27 maggio 1979 del vescovo Giulio Oggioni,  la chiesa è inserita nel vicariato locale di Scanzo-Seriate.
Nel 2010 la comunità di Grassobbio ha edificato una nuova chiesa parrocchiale intitolata alla Sacra Famiglia.

## Descrizione

### Esterno
La facciata della chiesa con il classico orientamento è tripartita da lesene in muratura complete di alte zoccolatura e terminanti con capitelli che reggono il timpano triangolare dove è posta la statua di sant'Alessandro. Nella parte inferiore sono poste tre entrate, la centrale di misure superiori è completa di portale modanato in marmo e corrispondente nella parte superiore un'apertura semicircolare atta a illuminare l'aula. Mentre sopra le due entrate laterali sono poste le statue dei santi Pietro e Paolo.

### Interno
L'interno a pianta rettangolare a navata unica si sviluppa in quattro campate divise da lesene stuccate e lucide complete di zoccolatura e capitelli d'ordina ionico che sorreggono la trabeazione da dove parte la volta a botte. Aperture semicircolari sono poste tra le arcate superiori inserite in lunette completamente affrescate. Il fonte battesimale è inserito nella seconda campata a sinistra. Vi sono inoltre le cappelle intitolate alla Madonna del Rosario e al Sacro cuore di Gesù. Nell'ultima campata, la parte superiore al vano di deposito, è inserito l'organo a canne.
La zona presbiteriale, a pianta rettangolare, preceduta dall'arco trionfale a tutto sesto, di misure inferiori all'aula, è rialzata da quattro gradini in marmo termina con la parte del coro piano.